# Frühburgunder

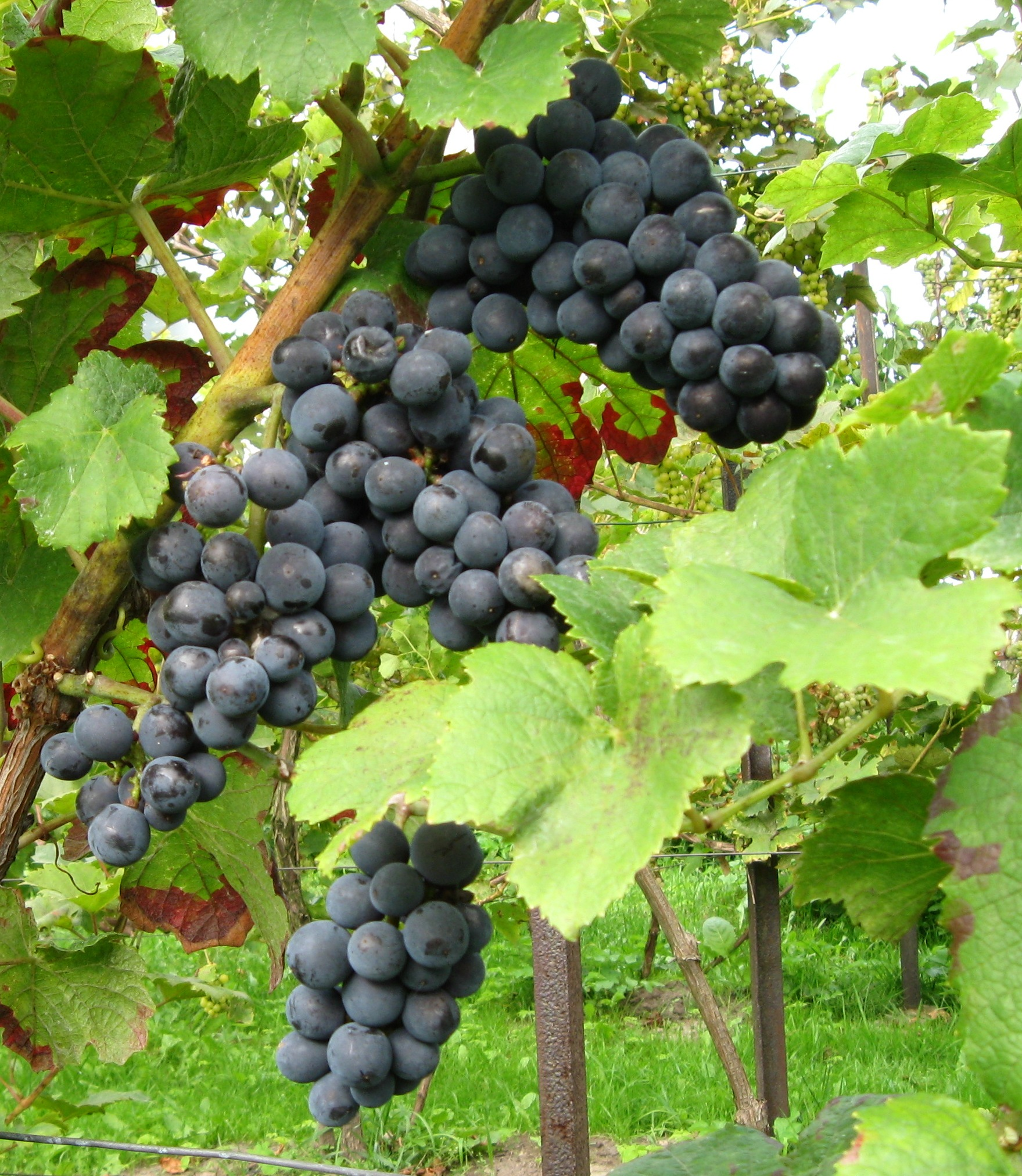
Een tros van de Frühburgunder

De Frühburgunder is een blauwe druif die voornamelijk verbouwd wordt in Duitse wijnstreken. Het is een mutatie van de Pinot Noir, in het Duits ook wel spätburgunder genoemd. De naam 'Frühburgunder' kan begrepen worden als 'vroege Spätburgunder', omdat de druif doorgaans 14 dagen vroeger rijp is dan de Spätburgunder.
De druif wordt vooral veel aangeplant in Rheinhessen, Palts en Ahr.